# Aglomeracja monocentryczna

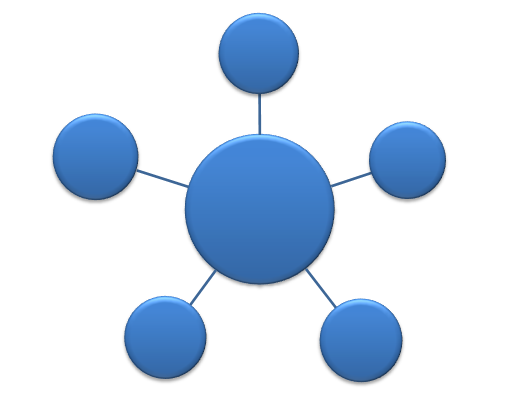
Model aglomeracji monocentrycznej

Aglomeracja monocentryczna – duże skupisko ludności, w którego centrum znajduje się ośrodek miejski (tzw. rdzeń), a naokoło są przyrośnięte miasta satelitarne oraz zurbanizowane wsie.[wymaga weryfikacji?] Miasta satelitarne najczęściej pełnią funkcje dzielnic sypialnych lub przemysłowych. Z czasem strefa podmiejska może zostać wchłonięta przez powiększające się miasto, stając się jego integralną częścią.
Powstaje, gdy jedno miasto posiada wyższą rangę i większą powierzchnię od pozostałych, które je otaczają.
Przykładami aglomeracji monocentrycznej na terenie Polski mogą być: 
- Aglomeracja warszawska – Warszawa wraz z Legionowem, Piasecznem, Pruszkowem, Otwockiem, Mińskiem Mazowieckim, Wołominem, Grodziskiem i Żyrardowem[potrzebny przypis]
- Aglomeracja krakowska – Kraków wraz z Wieliczką, Skawiną, Niepołomicami, Krzeszowicami, Słomnikami i Proszowicami[potrzebny przypis]
- Aglomeracja wrocławska – Wrocław wraz z Oleśnicą, Oławą, Jelczem-Laskowicami, Trzebnicą, Brzegiem Dolnym, Środą Śląską, Obornikami Śląskimi, Siechnicami, Sobótką i Bielanami Wrocławskimi[potrzebny przypis]
- Aglomeracja poznańska – Poznań wraz z Luboniem, Swarzędzem[potrzebny przypis]
- Aglomeracja łódzka – Łódź wraz z Pabianicami, Zgierzem, Aleksandrowem Łódzkim, Ozorkowem, Konstantynowem Łódzkim, Głownem, Koluszkami, Brzezinami, Tuszynem, Strykowem i Rzgowem[potrzebny przypis]
- Aglomeracja szczecińska – Szczecin wraz ze Stargardem, Gryfinem, Goleniowem, Policami[potrzebny przypis]
- Aglomeracja bydgoska - miasta: Bydgoszcz, Solec Kujawski, Koronowo oraz gminy wiejskie: Białe Błota, Dąbrowa Chełmińska, Dobrcz, Nowa Wieś Wielka, Osielsko, Sicienko, Świekatowo[potrzebny przypis]

Przykładami na pozostałym obszarze Europy są aglomeracje następujących miast:
- Paryż
- Moskwa
- Rzym
- Londyn